# London Stock Exchange
London Stock Exchange, også kendt som LSE er børsen i London, Storbritannien. LSE blev etableret i 1801, og er en af verdens største børser. LSEs historie går tilbage til 1697 da John Castaing, som havde et kontor hos Jonathan's Coffee-House, publicerede kurser på aktier og råvarer under navnet The Course of the Exchange and other things.